# 塞姆普罗尼乌斯
塞姆普罗尼乌斯（英語：Sempronius）是美国纽约州卡尤加县的一个镇，地处卡尤加县东南部，同时位于奥本东南。2010年美国人口普查时，该镇有895人。最初的定居者于1793年左右到达此地。1799年，塞姆普罗尼乌斯镇正式建立。